# Лабрадор (регион)
Лабрадор (англ. Labrador; [ˈlæbrədɔːr]) — географический и культурный регион в канадской провинции Ньюфаундленд и Лабрадор. Он отделён от острова Ньюфаундленд проливом Белл-Айл. Это самый большой и самый северный географический регион в Атлантической Канаде.
Лабрадор занимает большую часть восточной части полуострова Лабрадор. На западе и юге он граничит с канадской провинцией Квебек. Лабрадор также имеет небольшую сухопутную границу с канадской территорией Нунавут на острове Киллинек.
К коренным народам Лабрадора относятся северные инуиты Нунатсиавута, южные инуиты-метисы Нунатукавута и инну Нитассинана.

## География

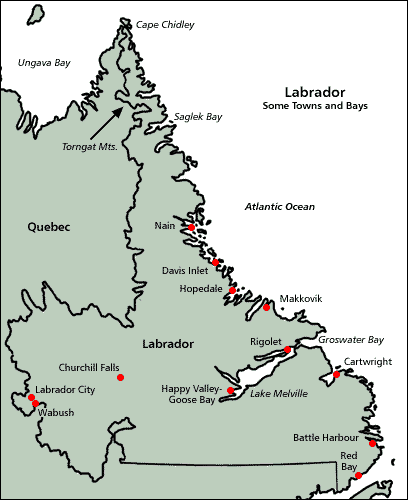
Карта Лабрадора

Лабрадор имеет примерно треугольную форму, которая охватывает самую восточную часть Канадского щита. Его западная граница с Квебеком проходит по дренажному водоразделу полуострова Лабрадор. Земли, впадающие в Атлантический океан, являются частью Лабрадора, в то время как земли, впадающие в Гудзонов залив, являются частью Квебека. Лабрадор также имеет морскую границу с Гренландией. Климат Северного Лабрадора классифицируется как полярный, в то время как климат Южного Лабрадора классифицируется как субарктический.
Лабрадор можно разделить на четыре географических региона: Северное побережье, Центральный Лабрадор, Западный Лабрадор и Южное побережье.

### Северное побережье
От мыса Чидли до залива Гамильтон расположены горы Торнгат, названные в честь духа инуитов, который, как полагают, обитает в них. Горы тянутся вдоль побережья от Порт-Манверса до мыса Чидли, самой северной точки Лабрадора. Горный хребет Торнгат также является домом для горы Каубвик, самой высокой точки провинции. В этом районе проживают преимущественно инуиты, за исключением небольшой общины инну, Натуашиш.
Северное побережье является самым изолированным регионом Лабрадора, где единственными современными видами транспорта являются снегоходы, лодки и самолёты. Самый большой город в этом регионе — Нейн.

#### Нунатсиавут
Нунатсиавут — это регион самоуправления инуитов на Лабрадоре, созданный в 23 июня 2005 года. Территория поселения охватывает большую часть Северного побережья Лабрадора, в то время как зона землепользования также включает земли, идущие вглубь страны и центральные части Лабрадора. Нейн является административным центром.

### Центральный Лабрадор
Центральный Лабрадор простирается от берегов озера Мелвилл вглубь страны. Здесь протекает река Черчилл, самая большая река Лабрадора и одна из крупнейших в Канаде. Плотина гидроэлектростанции на  водопаде Черчилл является второй по величине подземной электростанцией в мире. Большая часть поставок закупается компанией Hydro-Québec по долгосрочному контракту. 
В центральном Лабрадоре также расположен город Хаппи-Валли-Гуз-Бей, который во время Второй мировой войны был пунктом дозаправки конвоев самолетов в Европу. Также это была альтернативная зона посадки для космического челнока Соединённых Штатов. 

### Западный Лабрадор
На западном Лабрадоре также находится штаб-квартира Железорудная компания Канады, которая управляет крупным железорудным рудником в Лабрадор-Сити. Вместе с небольшим городком Вэбуш эти два города известны как «Западный Лабрадор».

### Южное побережье

#### Нунатукавут
От залива Гамильтон до мыса Сент-Чарльз, Нунатукавут является территорией нунатукавуммиутов или центрально-южных эскимосов Лабрадора (ранее известных как лабрадорские метисы). Он включает в себя части Центрального и Западного Лабрадора, но больше нунатукавуммиутов проживает в его части Южного побережья: он усеян крошечными рыбацкими городками инуитов, из которых Картрайт является крупнейшим.

### Климат Лабрадора
Большая часть Лабрадора имеет субарктический климат (по классификации климатов Кёппена), но северный Лабрадор имеет климат тундры, а Хаппи-Валли-Гуз-Бей имеет влажный континентальный микроклимат. 
Лето, как правило, прохладное или мягкое по всему Лабрадору и очень дождливое, и обычно длится с конца июня до конца августа. Осень, как правило, короткая, длится всего пару недель и, как правило, прохладная и облачная. Зимы здесь долгие, холодные и чрезвычайно снежные из-за Исландской низменности. Весна в большинстве лет наступает не раньше конца апреля, а последний снег обычно выпадает в начале июня. Лабрадор — очень пасмурное место, где уровень солнечного света остается относительно низким в течение весны и лета из-за количества дождей и облаков, а затем резко падает в сентябре по мере приближения зимы.

## История

### Ранняя история
Раннее заселение Лабрадора было связано с морем, о чем свидетельствуют инну (ранее называемые монтанье) и инуиты, хотя эти народы также совершали значительные набеги во внутренние районы страны.
Считается, что скандинавы были первыми европейцами, увидевшими Лабрадор около 1000 года н.э. На гренландском языке этот район был известен как Маркланд, а его жителей называли скрелингами.
Люди из Моравской церкви из Хернхута впервые прибыли на побережье Лабрадора в 1760 году, чтобы служить мигрирующим там племенам инуитов. Они основали Нейн, Окак, Хеврон, Хоупдейл и Макковик. Довольно бедные поселения как европейцев, так и коренных народов вдоль побережья Лабрадора получили выгоду от грузовых и спасательных судов, которые эксплуатировались в рамках миссии Гренфелла. 
Лабрадор вошёл в Новую Францию к 1748 году. Однако Парижский мирный договор, положивший конец войне между Францией и индейцами, передал Новую Францию (включая Лабрадор, но исключая острова Сен-Пьер и Микелон к юго-западу от Ньюфаундленда) британцам, которые управляли этой территорией как провинцией Квебек, пока не разделили её на две части в 1791 году, причем Лабрадор находился в Нижней Канаде. Однако в 1809 году британское имперское правительство отделило Лабрадор от Нижней Канады для передачи отдельной самоуправляемой колонии Ньюфаундленд.

### XX век
Будучи частью Ньюфаундленда с 1809 года, Лабрадор все еще оспаривался Квебеком, пока британцы не урегулировали свою границу в 1927 году. В 1949 году Ньюфаундленд вступил в конфедерацию, став частью Канады.
Лабрадор играл стратегическую роль как во время  Второй мировой войны, так и во время холодной войны. В октябре 1943 года экипаж немецкой подводной лодки U-537 установил автоматическую метеостанцию на северной оконечности Лабрадора недалеко от мыса Чидли под кодовым названием метеостанция Курт; установка оборудования была единственной известной вооруженной немецкой военной операцией на материковой части Северной Америки во время войны. Станция передавала метеорологические наблюдения немецкому военно-морскому флоту всего несколько дней, но была обнаружена только в 1977 году, когда историк, работавший с канадской береговой охраной, определил её местоположение и организовал экспедицию для её восстановления. В настоящее время станция хранится в Канадском военном музее.

## Население
По данным переписи населения 2021 года на Лабрадоре (включая Переписной район №10 и Нунатсиавут) проживает 26 655 человек.